# Canyon (Virginia Occidental)
Canyon es un área no incorporada ubicada dentro del Distrito Este, una división civil menor del condado de Monongalia (Virginia Occidental), Estados Unidos. Está catalogada como un asentamiento humano por la Junta de Nombres Geográficos de los Estados Unidos.
El número de identificación (ID) asignado por el Servicio Geológico de Estados Unidos es 1554063.

## Geografía
Se encuentra a una altitud de 324 metros sobre el nivel del mar (1063 pies) según el conjunto de datos de elevación nacional.